# رمادة (الملاجم)

تعديل مصدري - تعديل

رمادة هي إحدى قرى عزلة ذى خير بمديرية الملاجم التابعة لمحافظة البيضاء، بلغ تعداد سكانها 544 نسمة حسب تعداد اليمن لعام 2004.